# Марчук, Иван Степанович
Иван Степанович Марчук (укр. Іва́н Степа́нович Марчу́к; род. 12 мая 1936) — современный украинский живописец, народный художник Украины (2002), лауреат Национальной премии Украины имени Тараса Шевченко. Национальная легенда Украины (2021).
В 2007 году попал в список 100 выдающихся гениев современности британской газеты The Daily Telegraph.

## Биография
Иван Марчук — народный художник Украины, лауреат Национальной премии Украины имени Тараса Шевченко, почетный гражданин городов Киева и Тернополя, член Золотой гильдии Римской академии современного искусства.
В 1956 году окончил Львовское училище прикладного искусства. Далее продолжил обучение на кафедре керамики Львовского института прикладного и декоративного искусства, после окончания которого в 1965 году переехал в Киев.
Первый цикл его работ получил название «Голос моей души» и стал основой для всех последующих направлений в творчестве художника. Именно в этот период появились картины в так называемой технике «плентанизм» (укр. «пльонтанизм»), которая стала знаменитой авторской техникой художника. Такое название ей дал сам автор, а происходит оно от украинского слова «пльонтати», то есть плести. Его картины как будто созданы уникальными переплетениями множества нитей. Учитывая тотальную изоляцию СССР от внешнего мира, Иван Марчук не знал, что в 1950-х годах в США точно такой же стиль открыл художник Марк Тоби, один из представителей Нью-Йоркской школы и основоположников абстрактного экспрессионизма.
До 1988 года Союз художников официально не признавал творчество Ивана Марчука. Сам художник пребывал под постоянным прессом органов КГБ.
В 1979 году его картины были представлены на первой коллективной выставке украинского нонконформизма, организованной украинской диаспорой в Мюнхене (Германия), Париже (Франция), Нью-Йорке (США), Лондоне (Великобритания), где на него обратил внимание известный искусствовед, исследователь творчества Пабло Пикассо Роланд Пенроуз.
В том же году персональная выставка Ивана Марчука состоялась на улице Малой Грузинской, 28 в Москве.
В 1989 году художник эмигрировал в Австралию. Потом Иван Марчук жил в Канаде и США. За рубежом к нему пришел долгожданный успех и признание.
С растущей популярностью на Западе признание приходит и на Украине. В 1996 году Иван Марчук получил звание Заслуженного художника Украины, в 1997 году — стал лауреатом национальной премии Украины им. Т. Г. Шевченко, в 2002 году ему присвоено звание Народного художника Украины. 12 лет художник жил и работал над картинами в эмиграции. Возможно, так продолжалось бы и дальше, но теракт 11 сентября в Нью-Йорке послужил толчком к возвращению художника на Украину.
С 2001 года Иван Марчук живёт и продолжает работать в своей мастерской в Киеве, но популярность его картин на Западе не утратила свою актуальность.
В 2006 художник был принят в «Золотую гильдию» и выбран почётным членом научного совета Международной академии современного искусства в Риме.
Иван Марчук — единственный из украинцев входит в рейтинг «100 гениев современности», который британская газета The Daily Telegraph составила в 2007 году.
Художник делит свое творчество на двенадцать циклов:
- «Голос моей Души»;
- «Пейзаж»;
- «Портрет»;
- «Цветение»;
- «Шевченкиана»;
- «Цветные прелюдии»;
- «Новые экспрессии»;
- «Натюрморт»;
- «Белая Планета I»;
- «Белая Планета II»;
- «Выходят мечты из берегов»;
- «Взгляд в Бесконечность».

Художник является автором около 5000 работ, которые можно разделить на двенадцать основных периодов: «Голос моей души», «Цветные прелюдии», «Портрет», «Натюрморт», «Цветение», «Пейзаж», «Шевченкиана», «Новые экспрессии», «Белая планета 1», «Белая планета 2», «Выходят мечты из берегов», «Взгляд в Бесконечность».
О периодах своего творчества художник говорит:
"Было девять периодов творчества, " девять Марчуков ", сегодня их двенадцать, и каждый из них чем-то удивляет. Я, в первую очередь, себя должен удивлять. То все время крутится в голове, надо что-то новое делать. И «десятый» Марчук будет обязательно. Вызревает ".
Об искусстве:
"Для меня искусство-это жизнь и откровение. Другой альтернативы нет. И в то же время искусство-это каторга. Я работаю 365 дней в году и без этого не могу. Это приговор судьбы, карма, обреченность. И никуда не денешься. Я мечтаю погреться на пляже, полежать в траве, слушая как она растет, я хочу смотреть, как плывут в небе облака, хочу радоваться, веселиться, общаться в компании, не отказался бы пойти в школу, чтобы кого-то чему-то научить. А потом думаю: а мне же тоже хочется самому что-то сделать. Непобедимая мысль! "
Наследие художника — около 5000 работ, более 150 монографических и 50 коллективных выставок. С 2013 полотна художника экспонируются преимущественно за рубежом: Литва (2013), Германия (2014), Польша (2015), Бельгия (2016), Люксембург (2017, 2018), Чехия (2017), Словакия (2017, 2018), Венгрия (2016), Турция (2017, 2018), Таиланд (2017), Тунис (2017), Иордания (2018).
К 80-летию художника Укрпочта выпустила конверт с портретом художника и марку с изображением его картины «Скажи мне правду». На Главпочтамте в Киеве в присутствии министра культуры Украины Евгения Нищука 12 мая 2016 состоялось торжественное погашение марки.
Студия Ивана Марчука расположена в Киеве.

## Отличия и награды
- Орден Свободы (25 июня 2016)[6]
- Заслуженный художник Украины (1996)
- Государственная премия Украины имени Тараса Шевченко (1997) — за цикл картин «Шевченкиана», «Голос моей души»
- Народный художник Украины (2002)[7]
- Знак отличия президента Украины «Национальная легенда Украины» (20 августа 2021)[8]
- в 2004 году в Киеве президентом Украины Виктором Ющенко заложена капсула на месте предполагаемого музея Ивана Марчука, который так и не был создан.
- в 2006 году Международная академия современного искусства в Риме приняла И. Марчука в «Золотую гильдию» и выбрала почётным членом научного совета Академии. Сегодня «Золотая гильдия» насчитывает 51 художника со всего мира.
- в 2007 году Иван Марчук стал единственным украинцем, включённым в список Ста ныне живущих гениев[9].
- Почётный гражданин Тернополя (2008), а также Києва и Канева (2018).

## Книги
Издательство «Атлант-ЮЭмСи» выпустило три книги, посвященные творчеству художника. Прежде всего это фундаментальный альбом-каталог «Иван Марчук» (2004). Издание иллюстрирует все этапы творческого пути. После презентации книги галерея «Триптих» провела самую большую выставку Ивана Марчука, которая заняла четыре этажа Украинского Дома (2005). К выставке издан ещё один альбом, о 40-летнем творческом периоде 1965—2005. В серии «Живопись» вышел в печать альбом «Иван Марчук. Дорога домой» (2008).
В 2013 году в издательстве «Украинский писатель» вышла книга Александра Климчука «Я есмь… (Иван Марчук)».
В марте 2016 года медиахолдинг COOP Media издал книгу «Украинский гений Марчук: истории» под авторством Аллы Шориной. В книге представлено около сотни работ художника, в том числе те, которые находятся в частных коллекциях и в мастерской Марчука, и, соответственно, ранее не были доступны широкой аудитории.
В 2014 годах издательством «Феникс» издан каталог художника «Иван Марчук. Вчера, сегодня… всегда» на украинском и английском языках с предисловием известного исследователя творчества художника и его биографа Тамары Стрипко. Альбом переиздавался трижды: в 2015 был дополнен польским переводом, а в 2016 году — немецким. В нём представлены работы, экспонировавшиеся в 2014—2017 годах в Литве, Германии, Польше, Бельгии.
В феврале 2017 года в издательстве «Феникс» издан каталог-исследование раннего периода творчества художника «Иван Марчук. Картины-притчи (ранний период)». Авторы предисловия — немецкий искусствовед Елена Балун, украинский искусствовед Тамара Стрипко.
В ноябре 2017 года в издательстве «Феникс» опубликован каталог «Цветные прелюдии», в котором представлены акварельные работы мастера одноимённого цикла, создаваемые им в 70-90-х годах прошлого столетия.
В феврале 2018 года Folkart Gallery (Турция) издано книгу «Imaginary Details» (350 стр.) на английском, турецком, украинском языках, с 300 иллюстрациями полотен художника.